# Николай (Почтовый)
Митрополи́т Никола́й (в миру Александр Георгиевич Почтовый; 13 марта 1970, Киев) — епископ Украинской православной церкви, митрополит Кировоградский и Новомиргородский.

## Биография
Родился 13 марта 1970 года в семье православного священника протоиерея Георгия Почтового в Киеве.
В 1977 году поступил в среднюю школу № 1 города Канева, которую окончил в 1987 году.
В 1988 году призван в армию. Демобилизован в 1990 году.
В 1990 году поступил в Киевскую Духовную семинарию.
25 июля 1992 года в Крестовоздвиженском храме Киево-Печерской Лавры митрополитом Киевским и всея Украины Владимиром рукоположён в сан диакона.
23 августа 1992 года в Успенском Соборе Канева рукоположён в сан иерея епископом Черкасским и Каневским Софронием (Дмитруком).
18 сентября 1992 году назначен настоятелем Свято-Троицкого храма села Гельмязов Золотоношского района Черкасской области.
В 1996 году окончил Киевскую духовную семинарию и принят в Киевскую Духовную Академию.
10 марта 1999 года на третьем курсе академии, принял постриг в монашество с именем Николай в честь святителя Николая, архиепископа Японского.
В 2000 году окончил Киевскою духовную академию с учёной степенью кандидата богословия за сочинение «Историко-канонические условия подготовки кандидатов в священнослужители в Киевской Митрополии с XV по XX века». По окончании КДА награждён наперсным крестом.
14 июня 2000 года назначен штатным священником храма святителя Михаила, первого Митрополита Киевского при Александровской больнице города Киева.
В 2001 году возведён в сан игумена.
9 июня 2003 года командирован для служения в Свято-Вознесенский Флоровский монастырь года Киева.
9 июня 2006 году назначен настоятелем храма Веры, Надежды, Любви и матери их Софии в Шевченковском районе города Киева.
19 мая 2008 года назначен штатным священником, а 27 октября 2008 года назначен настоятелем храма святого великомученика Димитрия Солунского в Жулянах города Киева.
5 августа 2008 года решением Синода Украинской Православной Церкви включён в состав Синодального отдела по религиозному просвещению и катехизации УПЦ.
Ко дню Святой Пасхи 2009 года возведён в сан архимандрита.
11 марта 2013 года назначен председателем информационно-просветительского отдела Киевской епархии.
15 марта 2013 года решением Священного Синода УПЦ избран епископом Васильковским, викарием Киевской епархии.
16 марта 2013 года в Синодальном зале резиденции Предстоятеля Украинской Православной Церкви в Киево-Печерской Лавре наречён во епископа Васильковского, викария Киевской епархии.
17 марта 2013 года в храме преподобных Антония и Феодосия Печерских в Киево-Печерской лавре рукоположён во епископа Васильковского, викария Киевской епархии. Хиротонию совершили Митрополит Киевский и всея Украины Владимир Владимир (Сабодан), митрополит Бориспольский Антоний Антоний (Паканич), митрополит Вышгородский и Чернобыльский Павел (Лебедь), архиепископ Яготинский Серафим (Демьянов), архиепископ Кировоградский и Новомиргородский Иоасаф (Губень), архиепископ Переяслав-Хмельницкий и Вишневский Александр (Драбинко), епископ Макаровский Иларий (Шишковский), епископ Броварской Феодосий (Снигирёв), епископ Обуховский Иона (Черепанов), епископ Ирпенский Климент (Вечеря), епископ Бородянский Варсонофий (Столяр).
4 января 2018 года в связи с реорганизацией викариатств Киевской епархии «с целью эффективного церковно-административного управления приходами» назначен управляющим Южного викариатства в составе Второго больничного, Святошинского, Соломенского благочиний города Киева.
17 августа 2020 года на площади перед Успенским собором Свято-Успенской Киево-Печерской Лавры предстоятелем УПЦ митрополитом Киевским и всея Украины Онуфрием (Березовским) возведён в сан архиепископа.
23 ноября 2022 года решением Священного синода УПЦ назначен правящим архиереем Кировоградской епархии.
17 августа 2023 года в храме преподобного Агапита Печерского Киево-Печерской лавры предстоятелем УПЦ митрополитом Киевским и всея Украины Онуфрием возведён в сан митрополита

## Награды
церковные
- палица (2003)
- крест с украшениями (2004)
- орден 1020-летия Крещения Руси (2008)
- орден в честь 450-летия принесения на Волынь Почаевской иконы Божией Матери
- орден святителя Димитрия Ростовского
- право служения с открытыми Царскими Вратами до «Херувимской Песни» (2011)